# Stephen McEveety
Stephen Mark McEveety (Los Angeles, 4 de novembro de 1954) é um produtor de cinema americano. Ele tem mais de 40 anos de experiência em cargos de alto escalão na indústria do entretenimento.